# Erythrocera facialis
Erythrocera facialis är en tvåvingeart som beskrevs av Louis-Paul Mesnil 1952. Erythrocera facialis ingår i släktet Erythrocera och familjen parasitflugor. Inga underarter finns listade i Catalogue of Life.